# Ordine dei Frati penitenti di Gesù Nazareno
L'ordine dei frati penitenti di Gesù Nazareno, detto dei frati Scalzetti (in latino Ordo Poenitentium a Iesu Nazareno, sigla O.Poen.), è un antico ordine mendicante: sorto in Spagna nel XVIII secolo, venne soppresso da papa Pio XI nel 1935.

## Storia

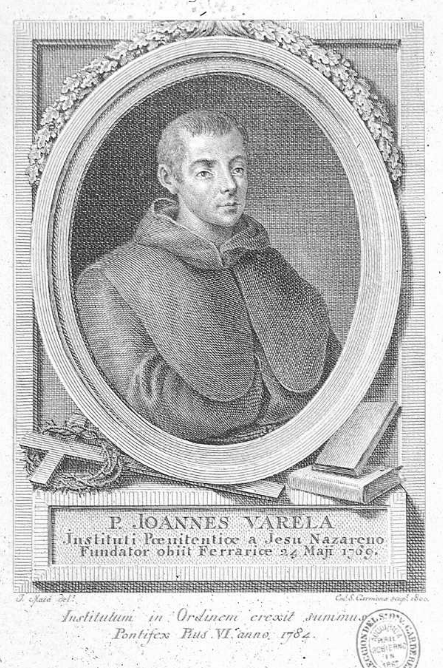
Juan Alfonso Varela y Losada, fondatore dell'ordine

L'ordine venne fondato a Salamanca nel 1752 da Juan Alfonso Varela y Losada: era un ordine mendicante, con un forte carattere contemplativo ed eremitico. Gli scalzetti furono sempre strettamente legati ai francescani e ai domenicani: tutti i loro conventi vennero eretti dove già esisteva una casa di uno di questi ordini.
Agli inizi erano presenti solo in Spagna e Portogallo, ma si diffusero presto anche in Polonia, Austria, Ungheria (grazie alla protezione del vescovo di Eger, Ferenc Barkóczy) e Italia (a Roma ebbero le chiese di Santa Maria delle Grazie a Porta Angelica e di Santa Maria in Macello Martyrum alle Colonnacce). Non furono mai troppo numerosi: non arrivarono a contare mai più di 33 conventi e nel momento del loro massimo sviluppo erano circa 255.
Papa Pio VI approvò l'ordine e la sua regola rispettivamente con i brevi Ex debito pastoralis officii e Iniuncta nobis, entrambi del 21 maggio 1784: con questi provvedimenti, il pontefice estese agli scalzetti tutti i diritti e i privilegi dei francescani. Furono l'ultimo ordine maschile di voti solenni approvato dalla Santa Sede.
La massima autorità dell'ordine era quella del ministro generale, eletto con mandato di sei anni, affiancato da un commissario generale, un procuratore generale, quattro custodi e quattro definitori; il capitolo generale veniva celebrato ogni tre anni; i superiori delle comunità locali erano detti "guardiani".
L'ordine raggiunse il suo massimo sviluppo nel 1929: nel 1930, con la soppressione delle sue case nei paesi tedeschi, rimasero attivi solo sei conventi, tutti in Italia. Con il breve Romanorum pontificum papa Pio XI soppresse l'ordine, sciolse i suoi membri dai voti e consentì ai suoi sacerdoti di incardinarsi nel clero di qualche diocesi o di entrare in un altro ordine.